# Douwe Tamminga

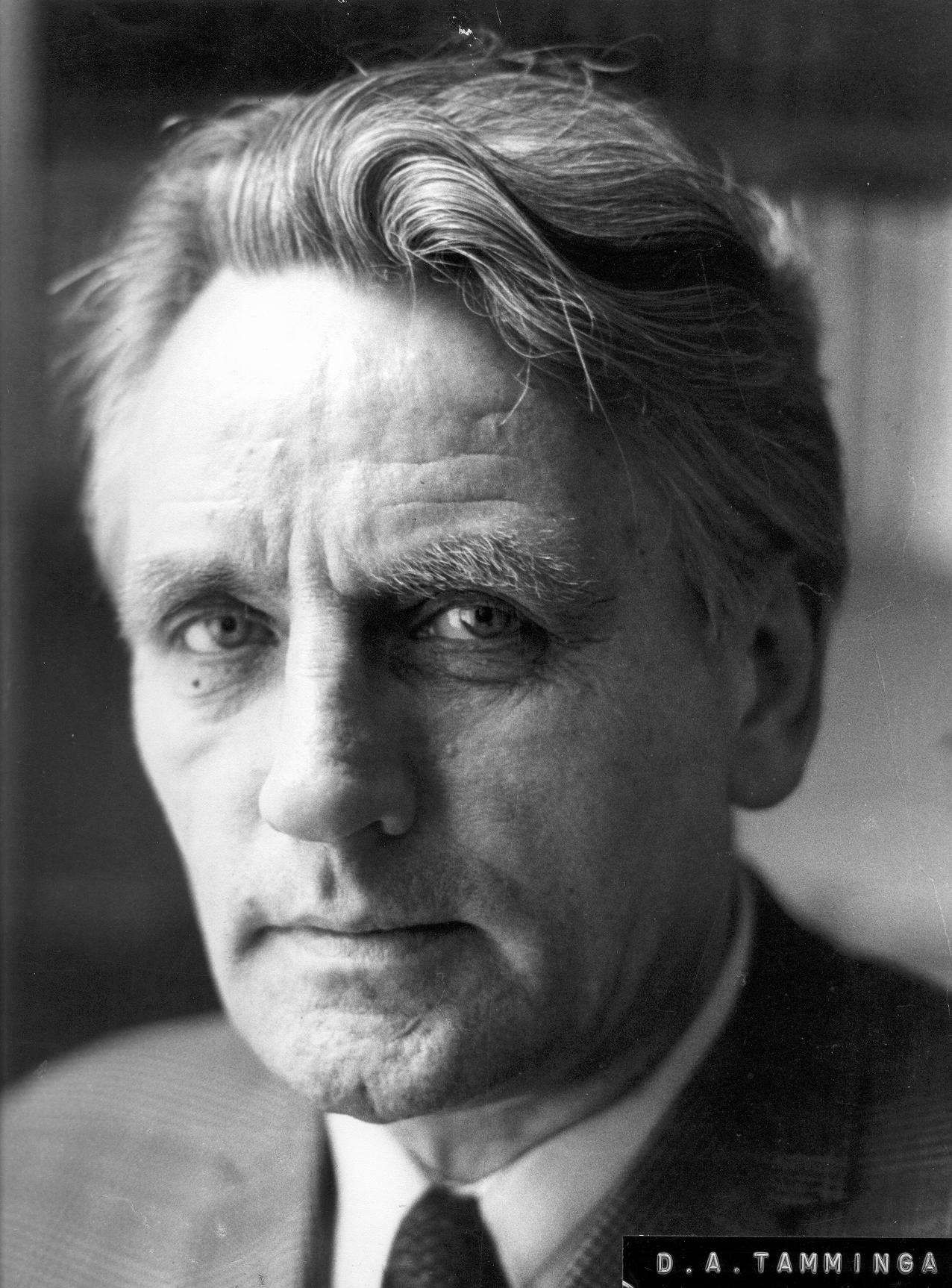
Douwe Tamminga ca. 1969

Douwe Annes Tamminga (Winsum, 22 november 1909 – Leeuwarden, 5 april 2002) was een Friese dichter, prozaschrijver en vertaler en was als taalkundige en bestuurder zeer actief voor de Friese taal en cultuur.

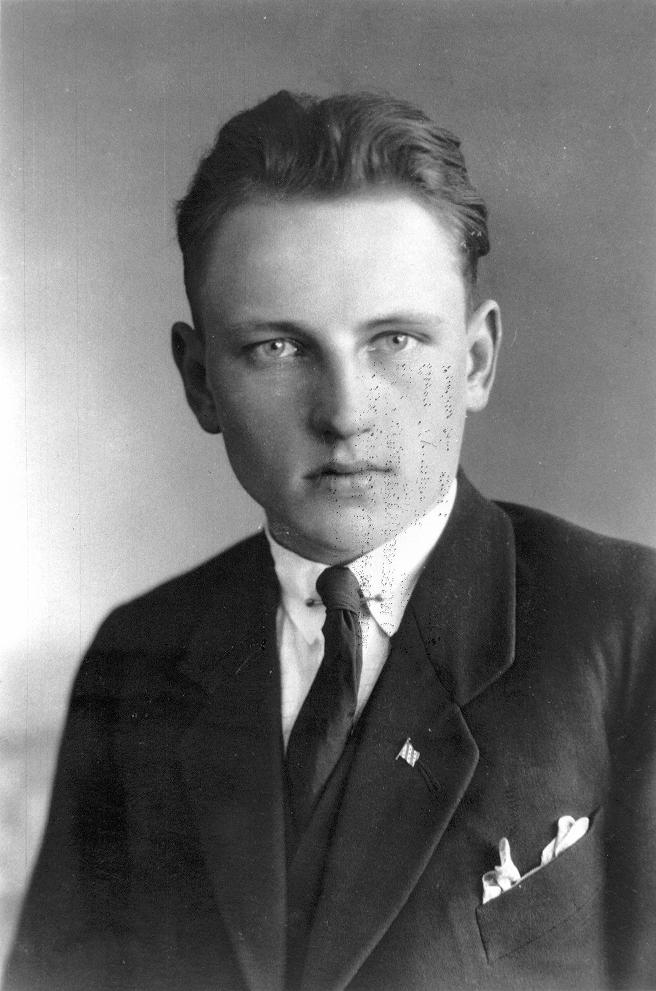
Douwe Tamminga als jongeman

## Levensloop
Tamminga werd geboren in Winsum maar groeide op in Kiesterzijl, waar zijn vader gardenier was. Verder studeren lag in zijn milieu toen niet voor de hand en na de lagere school moest hij gaan werken. Maar hij wilde onderwijzer worden en op zijn twintigste ging hij naast zijn werk naar de Normaalschool in Franeker. In 1933 haalde hij de onderwijzersakte en in het jaar daarna slaagde hij voor het examen Friese taal. Maar in de crisisjaren vond hij geen baan als onderwijzer en hij volgde aan een Deense Volkshogeschool een wintercursus. Na zijn terugkomst in Nederland werd hij leider in werkkampen voor jonge werklozen, in 1935 in Ede en in 1939 in Gaasterland. Hij ijverde voor een Friese volkshogeschool en richtte samen met twee andere in 1929 de stichting Fryske Folkshegeskoalle op. Het initiatief leidde tot de Folkshegeskoalle Skylgeralân in het Hoornse bos op Terschelling, die in 1948 van start ging.
In 1942 kon hij in Sneek aan de slag als docent Nederlands en Fries bij de Rijkslandbouwwinterschool en vanaf 1948 ook aan de Rijks-H.B.S. In 1952 haalde hij de akte M.O. Frysk, in 1957 slaagde hij voor de akte M.O. Nederlands.  
Vanaf 1962 tot aan zijn pensionering in 1974 was hij wetenschappelijk medewerker bij de Fryske Akademy waar hij meewerkte aan het Wurdboek fan de Fryske taal.

## Privé
Tamminga trouwde in 1936 met fröbelonderwijzeres Sjoukje Piebenga uit Franeker. Drie kinderen stierven tijdens de geboorte omdat de bevalling te lang duurde. In 1946 kwam in Sneek hun zoon Anne via een keizersnede ter wereld. Hij had de belangstelling voor taal van zijn vader geërfd en ging aan de Gemeente Universiteit Amsterdam Nederlands studeren. Hij overleed in het eerste studiejaar. In 1988 overleed Sjoukje. Vanaf zijn tachtigste ondervond Douwe veel steun van zijn levensgezellin Lize Meijer-Miedema, een hervonden jeugdliefde. Hij werd begraven op het kerkhof van Tjalhuizum, naast zijn vrouw en dicht bij zijn zoon.

## Werken
Tamminga staat bekend als Friese dichter, maar hij was veelzijdiger. Behalve verzen schreef hij romans, essays, toneelstukken, beschouwingen en polemieken. Hij verrijkte de Friese literatuur met vertalingen en vertaalde Friese literatuur in het Nederlands. 

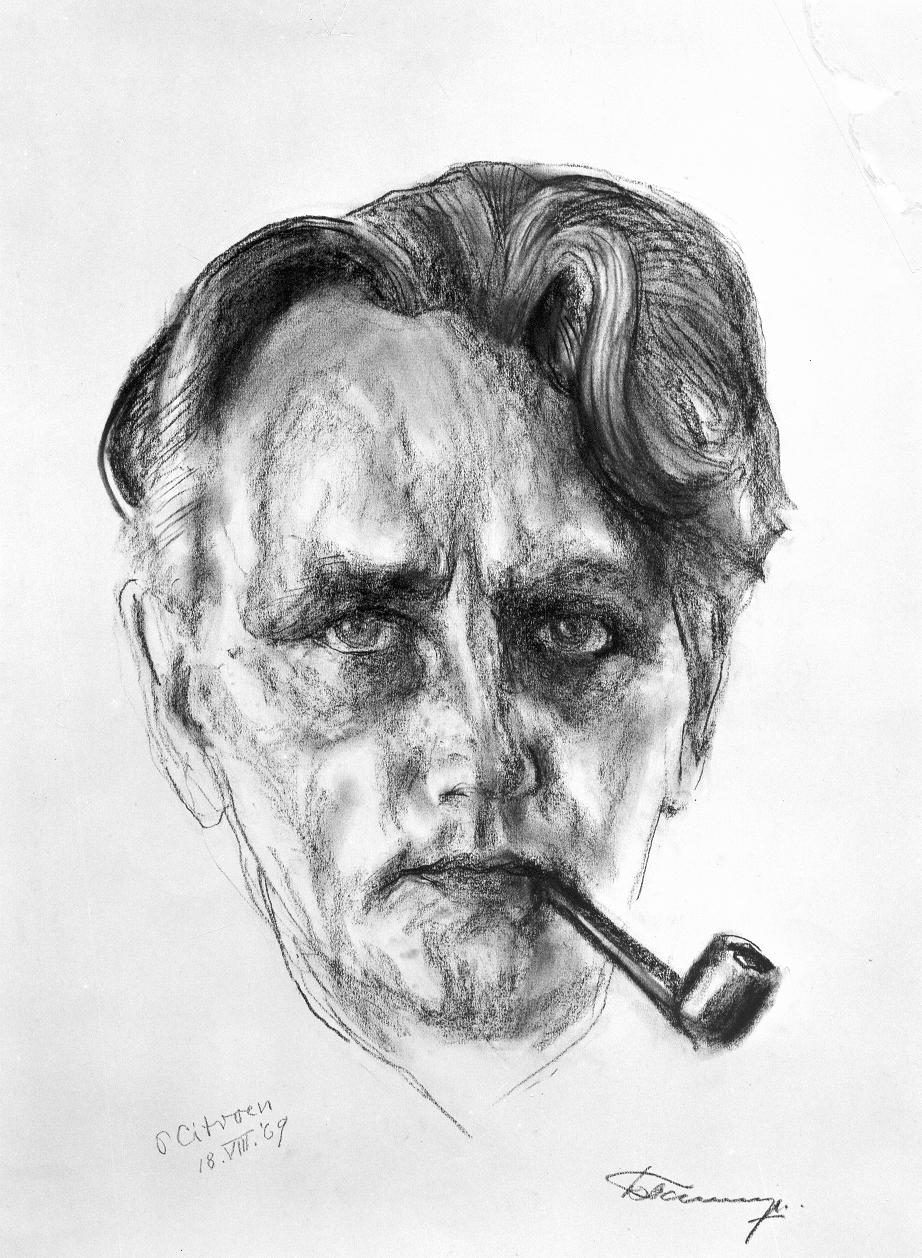
Foto van tekening van Douwe Tamminga gemaakt door Paul Citroen (1969)

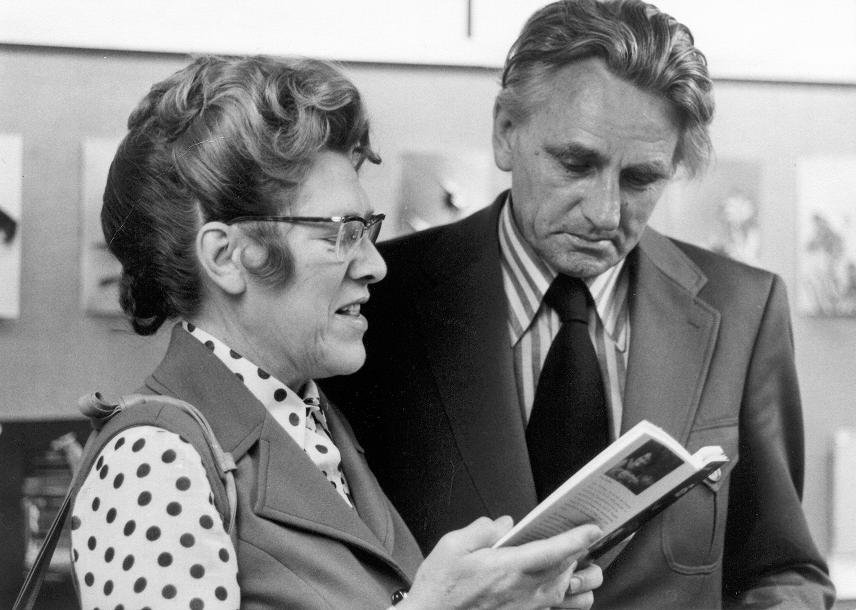
Douwe Tamminga met zijn vrouw Sjoukje Piebenga

In 1934 werd zijn gedicht Fen min en maeitiid gepubliceerd in Yn ús eigen Tael, maandblad van het Kristlik Frysk Selskip, en het werd in 1943 opgenomen in de zangbundel Fryslân sjongt. In 1939 verscheen zijn eerste dichtbundel Brandaris. Zijn bundel Nije gedichten (1945) wordt beschouwd als een hoogtepunt in zijn oeuvre en in het bijzonder het gedicht De Sitadel, waarvan Obe Postma zei dat het een gedicht was zoals een dichter er maar één in zijn leven maakt. In dit gedicht wordt het gemis van een kind op schrijnende wijze voelbaar gemaakt. Om het verdriet om de dood van zijn zoon Anne de baas te worden schreef hij in 1968 de cyclus In memoriam. Het is een indrukwekkende klaagzang, die nog in hetzelfde jaar in het Nederlands verscheen in een vertaling van Theun de Vries. 
In 1978 waren de Friese versie van het Liedboek voor de Kerken en de Nije Fryske Bibeloersetting klaar, en aan beide had Tamminga intensief meegewerkt. 
Tussen 1946 en 1968 schreef hij voor het literaire tijdschrift De Tsjerne en hij was er enige jaren redacteur. Hij leverde kritieken over boeken, films en toneelstukken en ventileerde zijn mening over tal van zaken die speelden bij taal en literatuur. Tussen 1975 en 1995 schreef hij enkele keren in Trotwaer. Het tijdschrift Nieuw Letterkundig Magazijn nam in 1999 zijn gedicht Acht kwatrinen op, waarin hij mijmert over ouderdom en dood.

## Prijzen
- 1957: Gysbert Japicxpriis voor de dichtbundel Balladen[7]
- 1977: Winnaar van de 'romanprijsvraag voor debutanten' van het 'Frysk útjefte Fûns'samen met 'It Skriuwersboun' voor de historische roman Frjemdfolk op Barrahiem
- 1986: Piter Jellespriis voor de historische roman De boumaster fan de Aldehou[8]
- 1990: Dr. Obe Postmapriis voor zijn vertalingen in het Nederlands van een selectie uit het werk van Gysbert Japicx[9]

## Tamminga-Piebenga-Fonds
In zijn testament bepaalde Tamminga dat er een Tamminga-Piebenga-Fonds moest worden gesticht, met als doel literaire initiatieven te bekostigen. Het beheer ervan is in handen van de stichting Frysk Letterkundich Museum en Dokumintaasjesintrum. Met het geld uit het fonds wordt o.a. mogelijk gemaakt dat schrijvers enkele weken rustig aan Fries literair werk bezig kunnen zijn in de door Rink van der Velde nagelaten woonark in De Veenhoop. Ook de Douwe Tammingapriis wordt uit het fonds betaald. 

## Douwe Tammingapriis
In 2013 is de Douwe Tammingaprijs ingesteld. De prijs wordt in principe elk voorjaar uitgereikt aan afwisselend een proza- en poëzie-debuut in het Fries. De prijs bestaat uit een oorkonde en een geldprijs van € 3000 en wordt bekostigd uit het Tamminga-Piebenga-Fonds. De prijs is ingesteld nadat de provincie Friesland in 2012 stopte met toekennen van de Fedde Schurerpriis. 

### Winnaars[10]
- 2014: Ale S. van Zandbergen voor de roman Littenser merke.
- 2015: niet uitgereikt wegens te weinig poëzie-inzendingen.[11]
- 2016: niet uitgereikt wegens te weinig proza-inzendingen.[11]
- 2017: Geart Tigchelaar voor het poëziedebuut leech hert yn nij jek.
- 2018: niet uitgereikt.
- 2019: Baukje Zijlstra voor de roman De koma-korrektor.
- 2022: Paul van Dijk voor het poëziedebuut famke fan snie.